# وزارة الموارد البحرية (الصومال)
وزارة الموارد البحرية هي وزارة مسؤولة عن مراقبة الموارد البحرية في جمهورية الصومال. الوزير الحالي هو أحمد حسن آدم.